# Missieklooster Heilig Bloed
Het Missieklooster Heilig Bloed is een klooster van de Missiezusters van het Kostbaar Bloed dat zich bevindt aan de Kloosterdreef te Aarle-Rixtel.
Deze congregatie, de Missiezusters van het Kostbaar Bloed,  werd in 1885 in Mariannhill, bij Durban in Zuid-Afrika, gesticht door de trappist Franz Pfanner. In 1889 werd begonnen met een opleidingsklooster in het Duitse Kirchherten, maar de Kulturkampf noopte de zusters tot vertrek uit Duitsland. Ze verhuisden daarom naar een klooster in Helden-Panningen, het klooster Sint-Joseph, wat in 1901 definitief werd betrokken. Dit klooster werd snel te klein en er werd een stuk grond met boerderij in Aarle-Rixtel aangekocht, waarop een groot klooster verrees, met bijbehorende boerderij. De langgevelboerderij is dus ouder en dateert uit ongeveer 1845.
Op 15 juli 1903 trokken 74 zusters in het nieuwe klooster, en op 6 oktober 1906 werd dit tevens het nieuwe moederhuis van de congregatie. Tot die tijd was dat in Mariannhill in Zuid-Afrika. In 1910 werd een noviciaatsvleugel aangebouwd. Tijdens de Eerste Wereldoorlog werden zieke Belgische vluchtelingen verpleegd.
In 1938 werd opnieuw een vleugel, de Theresiavleugel, aangebouwd. Tijdens de Tweede Wereldoorlog diende het klooster opnieuw tot toevluchtsoord, nu van evacué's uit Aarle-Rixtel. Vervolgens namen geallieerde soldaten hun intrek.
In de jaren 60 van de 20e eeuw werd de kapel gerenoveerd en werden glas-in-loodramen van zuster Hadwig Münz aangebracht. Geleidelijk aan werd het klooster een toevluchtsoord voor terugkerende missionarissen. Het is echter net als vroeger ook opleidingshuis voor vrouwen die zuster willen worden. Het generalaat van het klooster verhuisde in 1967 naar Mönchengladbach en in 1970 naar Rome.
Sinds 2008 is er in de langgevelboerderij van het klooster een restaurant gevestigd. Er is in het klooster ook een gastenverblijf voor bezinningsweekenden en dergelijke. Hoewel de voertaal in het klooster lange tijd vrjwel alleen Duits was, is het sinds 2003 meertalig. De taal in de gebedstijden is afwisselend Nederlands en Duits. Er zijn ook vele zusters die de Nederlandse (en Portugese) taal beheersen, evenals bijvoorbeeld Engels en Swahili.
De kloostertuin is sinds 2011 gedeeltelijk opengesteld voor bezoekers. Het is  mogelijk om naar de Lourdesgrot met de daarin aanwezige H. Hart-gebedsruimte te wandelen en daar een kaarsje op te steken. De Lourdesgrot is gebouwd in 1907 en gerestaureerd in 2011.